# Preußische G 12 (Bauart CFOA)
Diese Variante der G 12 der Preußischen Staatseisenbahnen war eine Güterzuglokomotive mit der Achsformel 1'E. Die Lokomotiven dieser Bauart waren ursprünglich eine Bestellung des osmanischen Kriegsministeriums und in fünfzehn Exemplaren für die Anatolische Eisenbahngesellschaft – Société du chemin de fer ottoman d'Anatolie – (CFOA) vorgesehen gewesen. Aufgrund des Kriegsverlaufs konnten aber zunächst nur fünf Lokomotiven von Henschel an die CFOA geliefert werden. Die anderen fünf Maschinen gingen mit Einverständnis des Bestellers an die Deutschen Heeresbahnen. Dort wurden sie als G 12 5551 bis 5555 dem Militär-Generaldirektionsbezirk Brüssel übergeben. Für diese fünf übernommenen Lokomotiven erfolgte 1918 durch Henschel eine Ersatzlieferung von weiteren fünf Lokomotiven an die CFOA. Die restlichen bestellten fünf Lokomotiven für das Osmanische Reich wurden nicht mehr produziert.
Von der späteren preußischen G 12 unterschied sich die Bauart CFOA sich in fast allen Maßen. So hatte sie einen größeren und nicht wie bei der G 12 als Belpaire-Stehkessel ausgeführten Kessel, aber kleinere Zylinder und kleinere Treibräder.
Nach dem Ersten Weltkrieg blieb nur die Nr. 5553 in Deutschland und wurde 1925 in 58 1001 umgezeichnet. Sie wurde 1931 ausgemustert. Die übrigen vier Lokomotiven zählten zu den nach dem Waffenstillstand von Compiègne an die Alliierten abzugebenden Lokomotiven. Nr. 5554 ging an die französische Ostbahn und die anderen drei Loks an die Belgische Staatsbahn. Diese verkaufte ihre Exemplare 1927 weiter an die Luxemburgische Prinz-Heinrich-Eisenbahngesellschaft, die sie als Reihe O' einordnete. Während der Besetzung Luxemburgs im Zweiten Weltkrieg wurden diese Lokomotiven als 58 601–603 in den Bestand der Reichsbahn eingereiht. Nach dem Krieg übernahm die neugegründete Luxemburger Staatsbahn Chemins de Fer Luxembourgeois (CFL) die Prinz-Heinrich-Eisenbahn und ihre Lokomotiven, die Reihe O' erhielt die neue Baureihennummer 53. Die letzte Maschine wurde von der CFL 1957 ausgemustert. Die in der Türkei verbliebenen zehn Exemplare übernahm 1927 die neugegründete türkische Staatsbahn Türkiye Cumhuriyeti Devlet Demiryolları (TCDD). Sie musterte die Lokomotiven bereits Anfang der 1950er Jahre aus.